# Триатлон на Южнотихоокеанских мини-играх 2001
Соревнования по триатлону на VI Южнотихоокеанских мини-играх 2001 года прошли в посёлке Кингстон на Острове Норфолк.
Их участники разыграли три комплекта медалей — среди мужчин и женщин в личных соревнованиях и командном зачёте, в который пошли результаты трёх лучших участников.
В соревнованиях выступали триатлонисты 8 стран и территорий: Гуама, Новой Каледонии, Острова Норфолк, Островов Кука, Палау, Северных Марианских Островов, Фиджи, Французской Полинезии.
Две золотых медали выиграла сборная Новой Каледонии, одну — Французской Полинезии. Двукратной чемпионкой Игр стала Эрика Эллис из Новой Каледонии.

## Медальный зачёт
| Место | Страна                      | Золото | Серебро | Бронза | Всего |
| ----- | --------------------------- | ------ | ------- | ------ | ----- |
| 1     | Новая Каледония             | 2      | 0       | 2      | 4     |
| 2     | Французская Полинезия       | 1      | 2       | 0      | 3     |
| 3     | Острова Кука                | 0      | 1       | 0      | 1     |
| 4     | Северные Марианские Острова | 0      | 0       | 1      | 1     |

## Медалисты
| Дисциплина      | Золото                                                   | Золото  | Серебро                                                                | Серебро | Бронза                                                                          | Бронза  |
| --------------- | -------------------------------------------------------- | ------- | ---------------------------------------------------------------------- | ------- | ------------------------------------------------------------------------------- | ------- |
| Мужчины         | Таматоа Герри Французская Полинезия                      | 2:12.54 | Эрик Зорньотти Французская Полинезия                                   | 2:14.04 | Аксель Люкс Новая Каледония                                                     | 2:19.08 |
| Женщины         | Эрика Эллис Новая Каледония                              | 2:36.07 | Эрик Зорньотти Острова Кука                                            | 2:38.50 | Джудит Бенебиг Новая Каледония                                                  | 2:43.26 |
| Командный зачёт | Новая Каледония · Аксель Люкс · Карл Лейгл · Эрика Эллис | 7:16.24 | Французская Полинезия · Таматоа Герри · Эрик Зорньотти · Лоренс Лакомб | 7:21.49 | Северные Марианские Острова · Сэун Цзинь Ли · Стефан Семойлофф · Катрин Синклер | 7:41.03 |